# Пенеда-Жереш

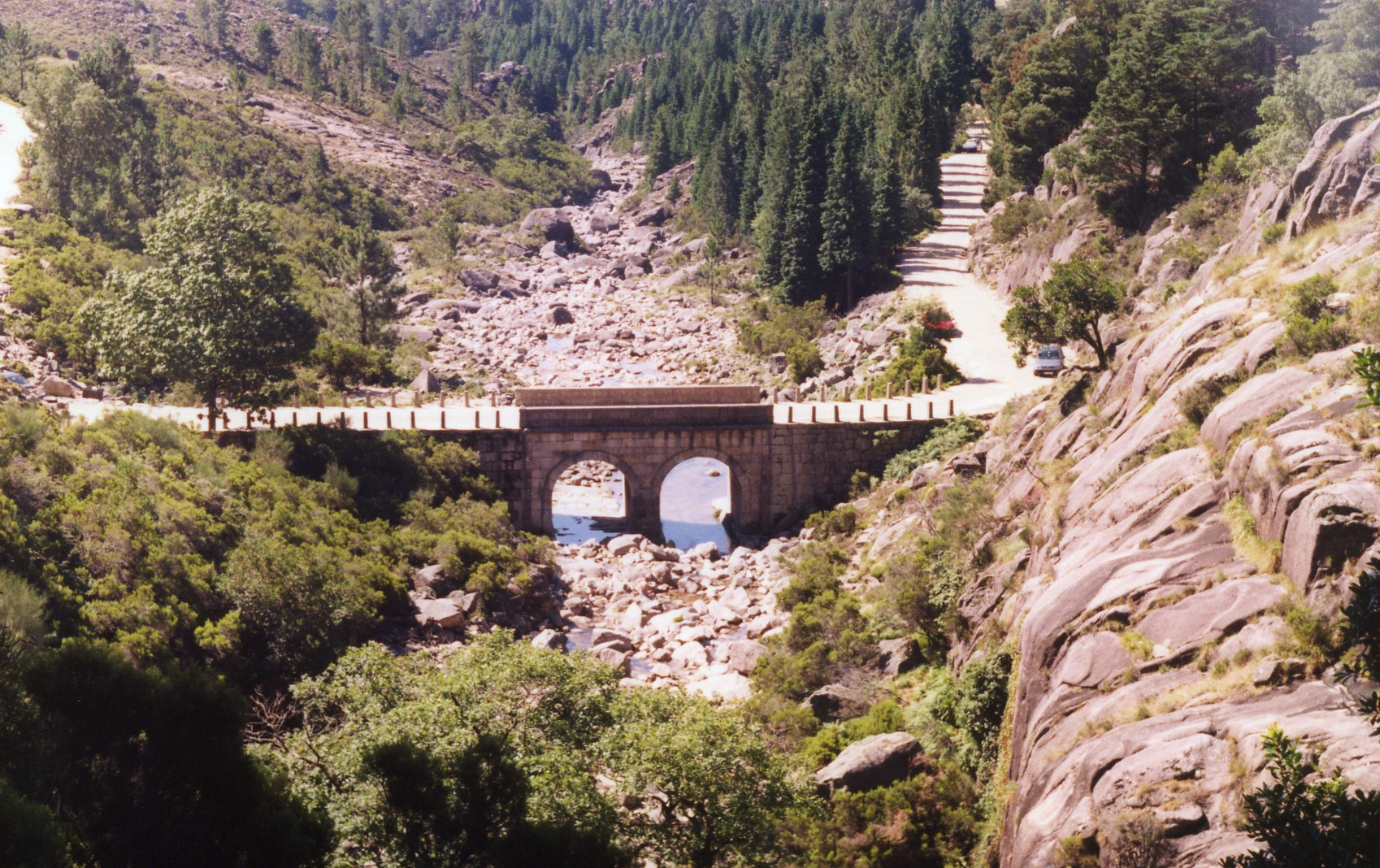
Міст через Араду

41°49′51″ пн. ш. 8°14′19″ зх. д. / 41.830713° пн. ш. 8.23867° зх. д.
Пенеда-Жереш (порт. Peneda-Gerês) — національний парк на півночі Португалії, в провінції Мінью. Сусідом є Іспанія. Територія парку зайнята гірськими ланцюгами Пенеда та Жереш. Найвищі точки: 1335 та 1508 м над рівнем моря відповідно. Площа складає понад 70 тис. га. Крім чудових пейзажів, різноманітної флори та фауни, парк приваблює відвідувачів своїми визначними пам'ятками: середньовічними замками в Каштру-Лаборейру та Ліндозу, руїнами монастиря XII століття в Пітойнш- даш-Жуніяш, музеєм під відкритим небом Віларінна- греблі у 1971 році.